# Atleti neutrali autorizzati

Il logo con cui sono identificati gli Atleti Neutrali Autorizzati durante le competizioni internazionali a causa del doping di Stato in Russia.

Le denominazioni Atleti neutrali autorizzati (in inglese Authorised Neutral Athletes; in russo Нейтральный атлет?, Nejtral'nyj atlet), abbreviato nella sigla ANA, e Atleti Individuali Neutrali, (in inglese Individual Neutral Athletes, abbreviato con la sigla AIN) sono denominazioni attribuite dalle federazioni internazionali agli atleti russi e bielorussi ammessi a competere alle competizioni sportive internazionali a seguito delle sanzioni interdittive assunte dal Comitato olimpico internazionale (CIO) e dalle federazioni sportive internazionali nei confronti di federazioni ed enti pubblici sportivi russi responsabili del doping di Stato in Russia nel primo lustro del 2010 e dei governi nazionali di Russia e Bielorussia, a seguito della violazione della tregua olimpica e dalla Carta olimpica a causa dell'invasione russa dell'Ucraina del febbraio 2022.

## Atleti Neutrali Autorizzati
In particolare, Atleti Neutrali Autorizzati (ANA), è stato il nome con il quale gli atleti di nazionalità russa hanno potuto gareggiare nelle manifestazioni sportive internazionali dopo lo scandalo del doping di Stato in Russia e la conseguente sospensione interdittiva inflitta alla federazione russa di atletica leggera in primo un primo tempo dalla Federazione Internazionale di Atletica Leggera (IAAF), e poi condivisa dal Comitato olimpico internazionale (CIO) ed altre Federazioni internazionali sportive, a seguito di provvedimenti sanzionatori raccomandati dall'Agenzia mondiale antidoping (WADA). Gli Atleti Neutrali Autorizzati non hanno potuto esibire il vessillo del loro paese ed in caso di vittoria non è stato eseguito l'inno nazionale.

## Atleti Individuali Neutrali
Atleti Individuali Neutrali (AIN) è invece la denominazione con cui hanno potuto gareggiare gli sportivi con cittadinanza russa e bielorussa a seguito delle sanzioni assunte dal CIO nei confronti dei governi russo e bielorusso per la violazione della tregua olimpica in vigore durante i Giochi olimpici invernali di Pechino 2022 e dei principi espressi dalla Carta olimpica determinata dall'Invasione russa dell'Ucraina del febbraio 2022. 
Il CIO, infatti, dopo aver condannato l'evento bellico ed affermato la responsabilità di Russia e Bielorussia nel febbraio 2022 ha raccomandato:
1. che non vengano organizzati eventi sportivi internazionali in Russia e Bielorussia;
2. di non esporre bandiere, inni o altri simboli nazionali in occasione di eventi sportivi internazionali;
3. che nessun funzionario governativo o statale deve essere accreditato o invitato a eventi sportivi internazionali.[1]

Nel periodo seguente si è aperto un ampio dibattito in seno alle organizzazioni politiche e sportive circa l'opportunità di ecludere gli atleti russi e bielorussi dalle competizioni internazioni e la legittimità di questo divieto, che potrebbe essere ritenuto discriminatorio violare i diritti umani degli atleti.
Il 28 marzo 2023 il CIO ha quindi rivisto parzialmente la propria decisione e raccomandato alle federazioni internazionali e agli organizzatori di eventi sportivi internazionali che:
1. gli atleti con passaporto russo o bielorusso devono gareggiare solo come atleti neutrali individuali;
2. le squadre di atleti con passaporto russo o bielorusso non possono essere ammesse;
3. gli atleti e il personale di supporto che sostengono attivamente la guerra non possono gareggiare ed essere accreditati alle manifestazioni;
4. gli atleti e il personale di supporto che sono sotto contratto con le agenzie militari o di sicurezza nazionale russe o bielorusse non possono gareggiare ed essere accreditati;
5. ogni Atleta Neutrale Individuale, come tutti gli altri atleti partecipanti, deve soddisfare tutti i requisiti antidoping ad esso applicabili, in particolare quelli stabiliti dalle regole antidoping delle federazioni internazionali;
6. le sanzioni contro i responsabili della guerra, gli Stati e i governi russo e bielorusso, devono rimanere in vigore, per cui:

- nessun evento sportivo internazionale organizzato o sostenuto da una federazione internazionale o da un comitato olimpico nazionale in Russia o in Bielorussia;
- nessuna bandiera, inno, colori o qualsiasi altra identificazione di questi Paesi deve essere esposta in qualsiasi evento o incontro sportivo, compresa l'intera sede;
- nessun funzionario governativo o statale russo o bielorusso può essere invitato o accreditato per qualsiasi evento o incontro sportivo internazionale.[5]

Ribadendo le sanzioni assunte, Thomas Bach ha quindi pubblicamente raccomandato che gli atleti russi e bielorussi possano partecipare alle competizioni internazionali solo come neutrali e solo coloro che non si sono espressi pubblicamente a sostegno della guerra in Ucraina e non sono affiliati alle forze armate o alle agenzie di sicurezza nazionale.
Conseguentemente alcune federazioni hanno deciso di assumere regolamenti o raccomandazioni con la finalità di ammettere gli atleti russi e bielorussi sotto la denominazione Atleti Individuali Neutrali, e la sigla AIN. In particolare, tra le Federazioni internazionali che nel 2023 hanno assunto questi regolamenti vi sono quelle di scherma, ciclismo, lotta, canottaggio, atletica leggera, pattinaggio su ghiaccio, nuoto e tiro con l'arco. Tali regolamenti sono stati applicati in vari eventi sportivi internazionali tra cui, ad esempio, i mondiali del 2023 di lotta di Belgrado, di scherma di Milano, di canottaggio di Belgrado e judo di Doha.

## GliAtleti Neutrali Autorizzatinelle competizioni internazionali
Campionati europei di atletica leggera indoor 2017 
| Atleta         | Sesso | Specialità     | Risultato | Prestazione |
| -------------- | ----- | -------------- | --------- | ----------- |
| Dar'ja Klišina | F     | Salto in lungo | 4ª        | 6,84 m      |

 Campionati del mondo di atletica leggera 2017 
Ai campionati mondiali di Londra 2017 hanno partecipato 19 Atleti Neutrali Autorizzati in 10 specialità diverse, vincendo complessivamente 6 medaglie (cinque d'argento e una d'oro):
| Atleta              | Sesso | Specialità             | Risultato     | Prestazione |
| ------------------- | ----- | ---------------------- | ------------- | ----------- |
| Klavdija Afanas'eva | F     | Marcia 20 km           | dq            | dq          |
| Viktor Butenko      | M     | Lancio del disco       | elim. qualif. | 59,29 m     |
| Irina Gordeeva      | F     | Salto in alto          | elim. qualif. | 1,89 m      |
| Il'ja Ivanjuk       | M     | Salto in alto          | 6º            | 2,25 m      |
| Dar'ja Klišina      | F     | Salto in lungo         | Argento       | 7,00 m      |
| Marija Lasickene    | F     | Salto in alto          | Oro           | 2,03 m      |
| Aleksandr Lesnoj    | M     | Getto del peso         | elim. qualif. | 19,67 m     |
| Sergej Litvinov     | M     | Lancio del martello    | elim. qualif. | 73,48 m     |
| Danil Lysenko       | M     | Salto in alto          | Argento       | 2,32 m      |
| Aleksandr Men'kov   | M     | Salto in lungo         | 4º            | 8,27 m      |
| Il'ja Mudrov        | M     | Salto con l'asta       | elim. qualif. | 5,45 m      |
| Olga Mullina        | F     | Salto con l'asta       | 8ª            | 4,55 m      |
| Valerij Pronkin     | M     | Lancio del martello    | Argento       | 78,16 m     |
| Vera Rebrik         | F     | Lancio del giavellotto | elim. qualif. | nm          |
| Sergej Širobokov    | M     | Marcia 20 km           | Argento       | 1h18'55"    |
| Il'ja Škurenëv      | M     | Decathlon              | dnf           | dnf         |
| Sergej Šubenkov     | M     | 110 metri ostacoli     | Argento       | 13"14       |
| Anželika Sidorova   | F     | Salto con l'asta       | elim. qualif. | nm          |
| Aleksej Sokyrskij   | M     | Lancio del martello    | 5º            | 77,50 m     |

 Campionati del mondo di atletica leggera indoor 2018 
Ai campionati mondiali di Birmingham 2018 hanno partecipato 7 Atleti Neutrali Autorizzati in 5 specialità diverse, vincendo complessivamente tre medaglie (due d'oro e una d'argento):
| Atleta               | Sesso | Specialità       | Risultato | Prestazione |
| -------------------- | ----- | ---------------- | --------- | ----------- |
| Maksim Afonin        | M     | Getto del peso   | 13º       | 19,84 m     |
| Anna Krylova         | F     | Salto triplo     | 15ª       | 13,75 m     |
| Marija Lasickene     | F     | Salto in alto    | Oro       | 2,01 m      |
| Danil Lysenko        | M     | Salto in alto    | Oro       | 2,36 m      |
| Olga Mullina         | F     | Salto con l'asta | 9ª        | 4,60 m      |
| Viktorija Prokopenko | F     | Salto triplo     | 7ª        | 14,05 m     |
| Anželika Sidorova    | F     | Salto con l'asta | Argento   | 4,90 m      |

 Campionati europei di atletica leggera 2018 
 Campionati europei di atletica leggera indoor 2019 
 Campionati del mondo di atletica leggera 2019